# Пасо (Ровиго)
Пасо је насеље у Италији у округу Ровиго, региону Венето.
Према процени из 2011. у насељу је живело 70 становника. Насеље се налази на надморској висини од 4 м.